# Giacomo Filippo Tomasini

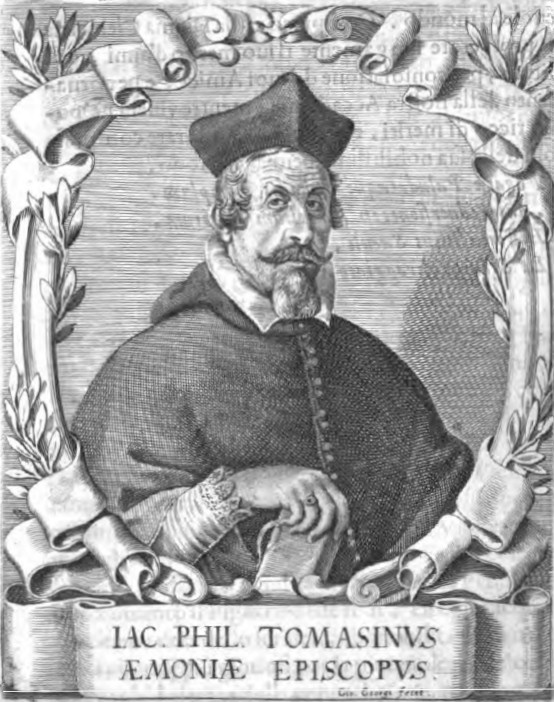
Porträt aus dem Jahr 1647

Giacomo Filippo Tomasini (* 17. November 1595 in Padua; † 13. Juni 1655 in Novigrad (Istrien)) war ein italienischer katholischer Bischof, Schriftsteller, Historiker und Gelehrter.

## Biografie
Seine Eltern waren Giacomo Tomasini und Ippolita Panizzola. Seine erste Ausbildung erhielt er bei Benedetto Benedetti, einem Juristen und Theologen, der später Bischof von Caorle wurde. Im Alter von fünfzehn Jahren trat er in den Orden der Canonici Regolari di San Giorgio in Alga in Venedig ein. Er studierte Theologie an der Universität Padua und promovierte 1619. Wahrscheinlich blieb er danach in Padua, wo er 1633 von einer Pestepidemie überrascht wurde und sich deshalb nach Cortelà, auf den Euganeischen Hügeln, flüchtete. Dort widmete er sich dem Schreiben einiger seiner wichtigsten Werke, Petrarcha redivivus, einer Biographie von Francesco Petrarca und Prodromus Athenarum patavinarum. Tomasini widmete sich wissenschaftlichen Werken, insbesondere der Sammlung von Biographien der berühmtesten Gelehrten der Vergangenheit. Dies sind in der Regel  Anekdotensammlungen, aber Tomasini gehört zu den ersten Historikern der italienischen Literatur.
Im Jahr 1639 wurde er zum obersten Visitator seines in Rom ansässigen Ordens ernannt. Er freundete sich mit einigen berühmten Männern der Kurie an, insbesondere mit Kardinal Francesco Barberini, dem er De donariis widmete. Letzterer schlug Papst Urban VIII. vor, ihm die Diözese Novigrad in Istrien zu übertragen, wo er bis zu seinem Tod blieb. Er ist in Padua in der Kirche Santa Maria in Vanzo begraben.

## Werke

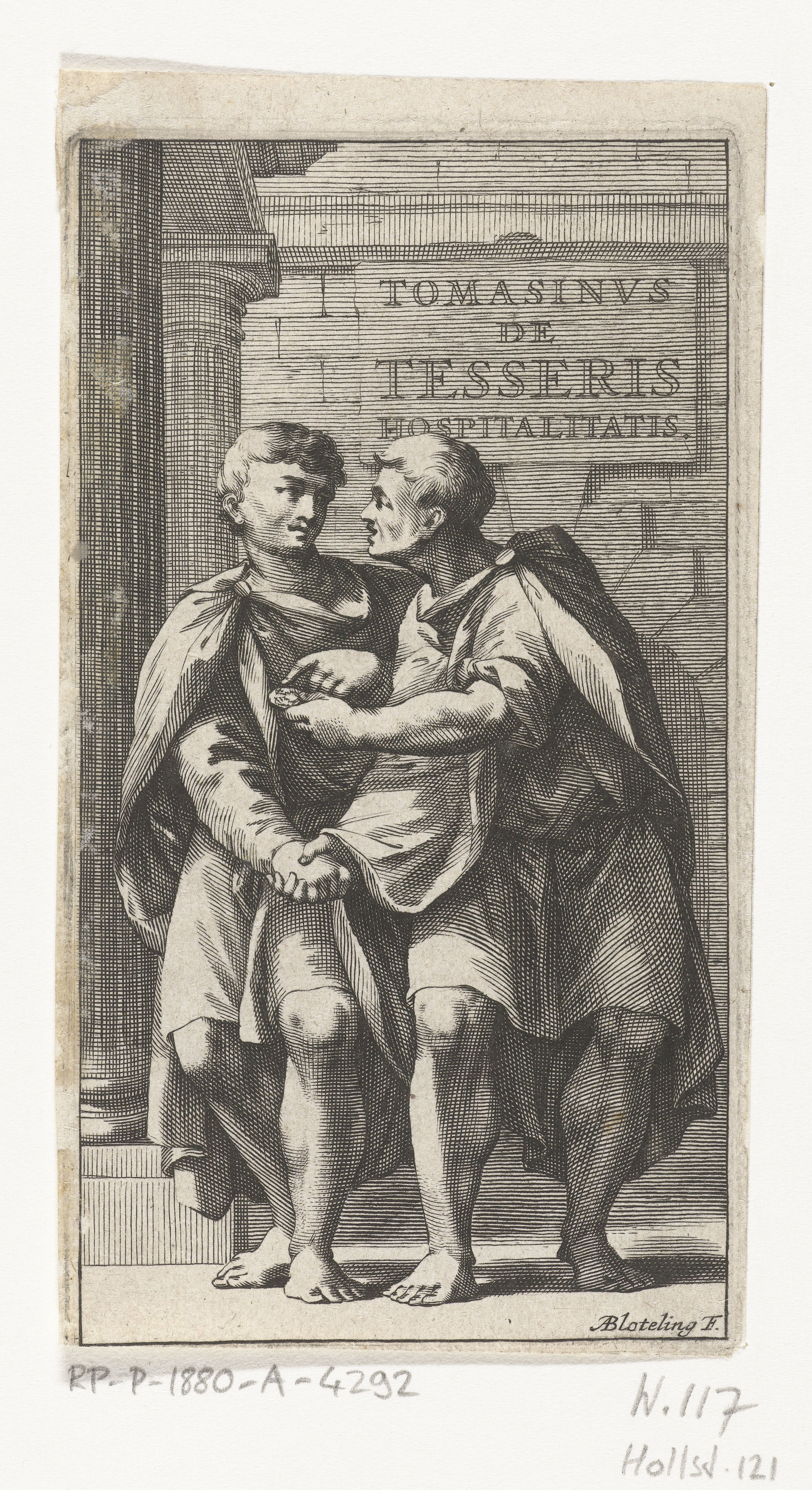
Giacomo Filippo Tomasini, De tesseris hospitalitatis liber singularis, in quo jus hospitii universum, apud veteres potissimum, expenditur. Amsterdam, sumpt. A. Frisii, 1670.

- Discorso di Giacomo Filipo Tomasini mathematico, indrizato al clariss. sig. Benetto Capello, nel quale si ragiona dell'ecclisse lunare del presente anno 1616. & insieme delli effetti dell'ecclisse solare, che fu l'anno 1614. Doue si mostra la causa de presenti motti di guerra. Et dedicato al clariss. sig. Gierolimo Malipiero, dell'illustriss. sig. Bernardo, In Padua : nella Martiniana, 1616.
- Iacobi Philippi Tomasini, Elogia iconibus exornata illustriss. et reuerendiss. d.d. Io. Baptistae Agucchiae archiepiscopo Amasiensi, Patauii : apud Donatum Pasquardum, & socium, 1630.
- Iacobi Philippi Tomasini Oratio de D. Hieronymi laudibus habita in ecclesia Canonicorum Saecularium D. Mariae ab Auantio inter missarum solemnia eius die festo. Ad excellentissimi Patauinae vrbis theologorum collegij doctores anno 1630. Quo decanum eiusdem collegij, & ecclesiae dictae priorem agebat, Patauii : apud Variscum Varisci ad Puteum Pictum, 1630.
- Iacobi Philippi Tomasini Patauini Illustrium virorum elogia iconibus exornata. Illustriss. et reuereniss. d.d. Io. Baptistae Agucchiae, Patauii : apud Donatum Pasquardum, & socium, 1630.
- Iacobi Philippi Tomasini T. Liuius Patauinus. Illustriss. & excellentiss. Dominico Molino Serenissimae Reipublicae Venetae senatori amplissimo D, Patauii : apud Variscum de Variscis : ad instantiam Donati Pasquardi, 1630.
- V.C. Laurentii Pignorii Pat. canonici Taruisini historici, & philologi eruditissimi Bibliotheca, et Museum. Auctore Iac. Philippo Tomasino, Venetiis : apud Io. Petrum Pinellum typographum ducalem, 1632.
- Prodromus athenarum patavinarum ad cives patavinos, a Iacobo Philippo Tomasino emissus, 1633.
- Gaudete quotquot estis nostri ordinis mystae, gaudete vnanimes summi in orbe nunuminis Vrbani 8. prouidentia datum congregationi canonicorum saeculatium S. Georgii ab Alga patrum Lucam Ant. Virilem s.r.e. cardinalem, Patauii : typis Criuellarianis, 1634.
- Iacobi Philippi Tomasini Patauini, Petrarcha rediuiuus, integram poetae celeberrimi vitam iconibus aere celatis exhibens. Accessit nobilissimae foeminae Laurae breuis historia. Ad d. Ioan. Franciscum ex comitibus Guidijs a Balneo, Patauii : typis Liuij Pasquati, & Iacobi Bortoli : apud Paulum Frambottum, 1635 Online: Ausgabe von 1650.
- V.C. Marci Antonij Peregrini i.c., D. Marci equitis, sereniss. Reipublicae Venetae a consilijs, et in celeberrimo Gymnasio Patavino iuris canonici professoris primarij, vita. Auctore Iac. Philippo Tomasino, Patauii : apud Paullum Frambrottum, 1636.
- Bibliothecae Patauinae manuscriptae publicae & priuatae. Quibus diuersi scriptores hactenus incogniti recensentur, ac illustrantur. Studio & opera Iacobi Philippi Tomasini, Ad Franciscum Vitellium archiepiscopum Thessalonicensem, Vtini : typis Nicolai Schiratti, 1639.
- Iacobi Philippi Tomasini, De donariis ac tabellis votiuis liber singularis. Ad eminentiss. principem Franciscum Barberinum, Vtini : ex typographia Nicolai Schiratti, 1639.
- Annales canonicorum secularium S. Georgii in Alga auctore Philippo Tomasino Aemoniae episcopo, Vtini : typis Nicolai Schiratti, 1642.
- Historia della B. Vergine di Monte Ortone, nella quale si contengono diuerse grazie e miracoli, l'origine della Congregazione dedicata al suo nome, e la Vita di fr. Simone da Camerino fondatore di essa, In Padoua : per Gio. Battista Pasquati, 1644.
- Iacobi Philippi Tomasini, Elogia virorum literis & sapientia illustrium ad viuum expressis imaginibus exornata, Patauii : ex typographia Sebastiani Sardi, 1644.
- De tesseris hospitalitatis. Liber singularis, in quo ius hospitii vniversum, apud veteres potissimum, expenditur. Auctore Iacobo Philippo Tomasino episcopo Aemoniensi, Vtini : ex typographia Nicolai Schiratti, 1647.
- Iac. Phil. Tomasini, Parnassus Euganeus, siue Museum clariss. virorum, & antiquor. monumentorum simulacris exornatum. Ad cardinalem D.D. Dominicum Cechinum, Patauii : typis Sebastiani Sardi, 1647.
- Manus Aeneae Cecropij votum referentis dilucidatio. Auctore Iacobo Philippo Tomasino Aemoniae praesule. Ad eminentiss. principem Federicum Corneliium S.R.E. cardinalem, Patauij : typis sebastiani Sardi, 1649.
- Vrbis Patauinae inscriptiones sacrae et prophanae quibus templorum & altarium exstructiones atque dedicationes: coenobiorum quoque aedificia: primorum iuxta xciuium, ac recentiorum familiae nomina, coniugia, & liberi, magistratus ac honores diuersi: doctorum praeterea omni disciplinarum genere in urbe atque Gymnasio Patauino clarissimorum, itemque principum, nobilium, & aduenarum, artificum praeterea insignium monumenta in lucem proferuntur a Iacobo Philippo Tomasino episcopo Aemoniae, Patauii : typis Sebastiani Sardi, 1649.
- Bibliothecae Venetae manuscriptae publicae & priuatae quibus diuersi scriptores hactenus incogniti recensentur. Opera Iacobi Philippi Tomasini, Vtini : typis Nicolai Schiratti, 1650.
- Vita del b. Giordano forzate priore di S. Benedetto in Padoua, scritta da monsignor Giacomo Filippo Tomasino, nella quale sommariamente si raccontano le sue attioni operate a pro della patria ne' tempi calamitosi di Eccellino, con la cronologia di quel monastero; il tutto aggiustato alle ragioni della vera historia, In Udine : appresso Nicolo Schiratti, 1650.
- Vita della B. Beatrice della famiglia de prencipi d'Este il di cui corpo da quattrocento, e settanta due anni in circa intiero ancora si conserua nella chiesa interiore del venerando Monasterio di S. Sofia nella città di Padoua gia descritta da monsig. Giacomo Filippo Tomasini, et hora nouamente ristampata ad istanza della reuerendissima madre abbadessa suor Quieta Ottata nobile padouana, et di tutte le madri del sudetto monasterio, et dalla medeme dedicata all'eminentissimo, Gregorio cardinale Barbarigo, In Udine : per Nicolo Schiratti, 1652 Ausgabe von 1673.
- Gymnasium patavinum Iacobi Philippi Tomasini episcopi aemoniensis libris 5. comprehensum, Vtini : ex typographia Nicolai Schiratti, 1654, Online=Digital im Internet Archive.
- Iacobi Philippi Tomasini, De donarijs ac tabellis votiuis liber singularis, Patauij : typis Pauli Frambotti bibl., 1654.
- Relazione del sudore che mirabilmente per molti giorni mando fuori l'immagine di S. Filippo Nerio in Padoua l'anno 1632. All'eminentissimo Pietro Ottoboni cardinale di S. Chiesa, In Padova : per Gio Battista Pasquati, 1654.
- Territorii Patauini inscriptiones sacrae et profanae quibus accesserunt omissae in primo volumine, ac nouiter positae, in lucem productae a Iacobo Philippo Tomasino, Patauii : typis Sebastiani Sardi, 1654
- Vita di s. Bouo caualier prouenzale. All'illustrissimo sig. Gio. Battista del Bouo nobile veronese, In Padoua : per Gio. Battista Pasquati, 1654.
- Jac. Philippi Tomasini De tesseris hospitalitatis liber singularis, in quo jus hospitii universum, apud veteres potissimum, expenditur, Amstelodami : sumptibus Andreae Frisii, 1670.